# Dixa melanosoma
Dixa melanosoma är en tvåvingeart som beskrevs av Yang 1995. Dixa melanosoma ingår i släktet Dixa och familjen u-myggor.
Artens utbredningsområde är Zhejiang (Kina). Inga underarter finns listade i Catalogue of Life.